# اورتون سوارس
اورتون سوسا سوارس (پرتغالی: Éverton Sousa Soares؛ زادهٔ ۲۲ مارس ۱۹۹۶) بازیکن فوتبال اهل برزیل است.
از باشگاه‌هایی که در آن بازی کرده‌است می‌توان به گرمیو اشاره کرد. وی همچنین در تیم ملی فوتبال برزیل بازی کرده‌است. وی هم‌اکنون عضو باشگاه فوتبال بنفیکا است.